# World's Greatest Dad
Pour plus de détails, voir Fiche technique et Distribution.
World's Greatest Dad (World's Greatest Dad) est un film américain réalisé par Bobcat Goldthwait, sorti en 2009.

## Fiche technique
Sauf indication contraire, les informations mentionnées dans cette section peuvent être confirmées par la base de données cinématographiques IMDb,  présente dans la section « Liens externes ».
- Titre original : World's Greatest Dad
- Réalisation : Bobcat Goldthwait
- Scénario : Bobcat Goldthwait
- Photographie : Horacio Marquínez
- Montage : Jason Stewart
- Musique : Gerald Brunskill
- Production : Howard Gertler, Ted Hamm, Richard Kelly, Sean McKittrick, et Tim Perell
- Sociétés de production : Darko Entertainment
- Société de distribution : Magnolia Pictures
- Format :
- Pays d'origine :  États-Unis
- Budget : 10 millions de dollars
- Langue originale : anglais
- Genre : Comédie
- Durée : 99 minutes
- Dates de sortie : 
  -  États-Unis : 21 août 2009

## Distribution
- Robin Williams (VF : Éric Bonicatto) : Lance Clayton
- Alexie Gilmore : Claire Reed
- Daryl Sabara : Kyle Clayton
- Evan Martin : Andrew Troutman
- Geoff Pierson : Principal Wyatt Anderson
- Henry Simmons : Mike Lane
- Mitzi McCall : Bonnie McBon
- Jermaine Williams : Jason
- Lorraine Nicholson : Heather Johnson
- Morgan Murphy : Morgan
- Toby Huss : Bert Green
- Tom Kenny : Jerry Klein
- Jill Talley : maquilleuse
- Bruce Hornsby : lui-même
- Krist Novoselic : vendeur de journaux (caméo)
- Bobcat Goldthwait : Conducteur de limousine (non crédité)